# 에디 이저드
에디 이자드(Eddie Izzard, 영어 발음: /ˈɪzɑːrd/, 1962년 2월 7일 ~ )는 영국의 스탠드업 코미디언, 배우, 활동가이다.
첫 영상 연기는 1994년 텔레비전 영화 《오픈 파이어》이다. 2000년 제52회 프라임타임 에미상 버라이어티 쇼·음악 프로그램 부문 최우수 공연자상을 수상하였다.

## 출연 작품

### 영화
- 오픈 파이어 (1994, Open Fire)
- 벨벳 골드마인 (1998)
- 모래요정과 아이들 (2004)
- 오션스 트웰브 (2004)
- 오션스 13 (2007)
- 작전명 발키리 (2008) - 야전통신 장군 에리히 펠기벨 역
- 레이지 (2009, Rage)
- 에브리 데이 (2010)
- 앱솔루틀리 애니씽 (2015)
- 빅토리아 & 압둘 (2017) - 웨일스 공 앨버트 역
- 나의 첫 번째 슈퍼스타 (2020) - 댄 디킨스 역

### 애니메이션 영화
- 와일드 (2006)
- 이고르와 귀여운 몬스터 이바 (2008) - 닥터 샤든프로이더 목소리 역
- 카 2 (2011)
- 레고 배트맨 무비 (2017)
- 드림쏭3 (2022) - 앵거스 스카터굿 역

### 텔레비전
- Dress to Kill (1998)
- 트리피드의 날 (2009)
- 유나이티드 스테이트 오브 타라 (2011)
- 스테이 클로즈 (2021)